# ESTESA
ESTESA, prescurtată prin abreviere de la  Estaciones Terrenas de Satélite, a fost o companie de televiziune prin cablu din Nicaragua, înființată la începutul anilor 1990 și achiziționată de Claro în 2008, an după care, serviciile ESTESA au continuat sub numele de marcă Claro.

## Istoric

### Primii 19 ani
Familia Pellas a fondat ESTESA în 1989. Oferta sa inițială consta în doar 12 canale.
În 2003, ESTESA a achiziționat toți concurenții săi din Managua și și-a extins rețeaua de fibră optică. Compania a înființat un nou centru de comunicații în martie 2007, cu scopul de a lansa telefonia digitală și cablul digital.
Până în 2008, ESTESA avea 90 de canale disponibile în 11 departamente.

### Achiziția totală din 2008
În august 2008, Claro, deținută de magnatul telecomunicațiilor din Mexic, Carlos Slim, a achiziționat în întregime ESTESA.
Baza sa de abonați s-a mutat la cea a Claro, care anterior era ENITEL. Noul nume de marcă a fost adoptat în 2009.